# We the Lion
We the Lion es una banda peruana de indie folk formada en San Borja, Lima, Perú. Sus integrantes son Alonso Briceño, Luis Buckley y Paul Schabauer. Se caracteriza principalmente por ser la única banda peruana de indie folk que canta exclusivamente en idioma inglés.

## Historia
Los integrantes de la banda se conocieron en la etapa escolar en donde se reunían después de clases para tocar instrumentos en la casa de Paul; fue el hermano de Paul la principal persona que los inspiró a iniciar como banda en el mundo musical.
La banda señala que eligió de nombre "We the Lion" (nosotros el león) porque refleja el sentido de “unión de familia y abarca el lado primitivo y natural de la banda”.

### Estreno deFound lovey éxito musical
En 2016, la empresa de telecomunicaciones Movistar se puso en contacto con la banda para utilizar algunos de sus sencillos en una campaña comercial. Por decisión de la empresa, se escogió "Found love" porque «se acopla perfecto y aporta muchísimo al concepto de la campaña», a pesar de que la banda pensaba estrenar otro sencillo, al final aceptaron la propuesta. La canción tuvo una buena aceptación por el público, en especial por el estilo indie folk y por cantar en inglés.
Ese mismo año, publicaron su primer álbum discográfico titulado "Violet", el cual obtuvo popularidad entre el público juvenil en Perú.
En 2017, empresas como BBVA Continental y Huawei se comunicaron con la banda para promocionar conciertos y publicidades con ellos presentes.
En 2023, la banda realizó una colaboración con Anahí de Cárdenas para el videoclip "Excited". Se estrenó después del lanzamiento del disco TTT.
En 2025, la banda colaboró con la artista Anna Carina para el disco Songs 4 BBQ’s.

## Discografía

### Álbumes de estudio
- Violet (2016)[7]
- Violet Symphonic (2019)
- Kismet (2021)
- TTT (2023)

#### Sencillos dentro del segundo álbum
- When Life Began (2019)
- Let Me Go (2019)
- The System (2019)
- Spirits (2020)
- You (2020)
- The Light (2020)
- Wake Up (2021)
- I Don't Need Your Love (2021)
- Hero (2021)
- Sleep Song (2021)

## Miembros
Oficiales:
- Alonso Briceño - voz (2016-presente)
- Luis Buckley - ukelele (2016-presente)
- Paul Schabauer - guitarra (2016-2023)

De Asistencia:
- Pedro Ávila - violín (2016-presente)
- Sergio López - bajo (2016-presente)
- Fiorella Uceda (Ale UM) - percusión (2016-presente)
- Omar Awapara - teclado (2019-presente)

### Medios comunicación
- Página oficial de la banda.
- Página oficial de la banda en Facebook.
- Página oficial de la banda en Twitter.
- Canal oficial de la banda en Youtube.

### Información relevante
- We the Lion: Folk peruano a la americana.
- Discografía de We the Lion. Todos sus Discos y letras.

- Datos: Q34688527